# Veljko Uskoković
Veljko Uskoković (né le 29 mars 1971 à Cetinje, Monténégro) est un joueur de water-polo yougoslave (monténégrin), médaillé olympique en 2000 à Sydney.